# Фиеста лос трагинерс
Фиеста Святого Элигия (ElsElois) — самый древний праздник города Берга (Каталония).

## История
Происхождение фиесты уходит в древние празднования погонщиков животных (исп. arrieros, кат. traginers), в которых принимали участие все гильдии города. В честь Святого Элигия (Сан-Элой), на центральной площади городка Сант-Пере, священник благословлял животных святой водой.
В настоящее время эту процедуру проделывают соседи, выливая воду с балконов,  во время прохода животных (ослов и лошадей), или сопровождающие животных люди.
Заканчивается фиеста забавным танцем (ballet de Déu).
Этот интересный праздник проводится ежегодно в течение июля месяца. Проводятся празднования Elois в соседнем поселке Prats de Llusanés в комарке Osona.

## Внешние ссылки
- www.elselois.com